# Woodmont (Pennsylvania)

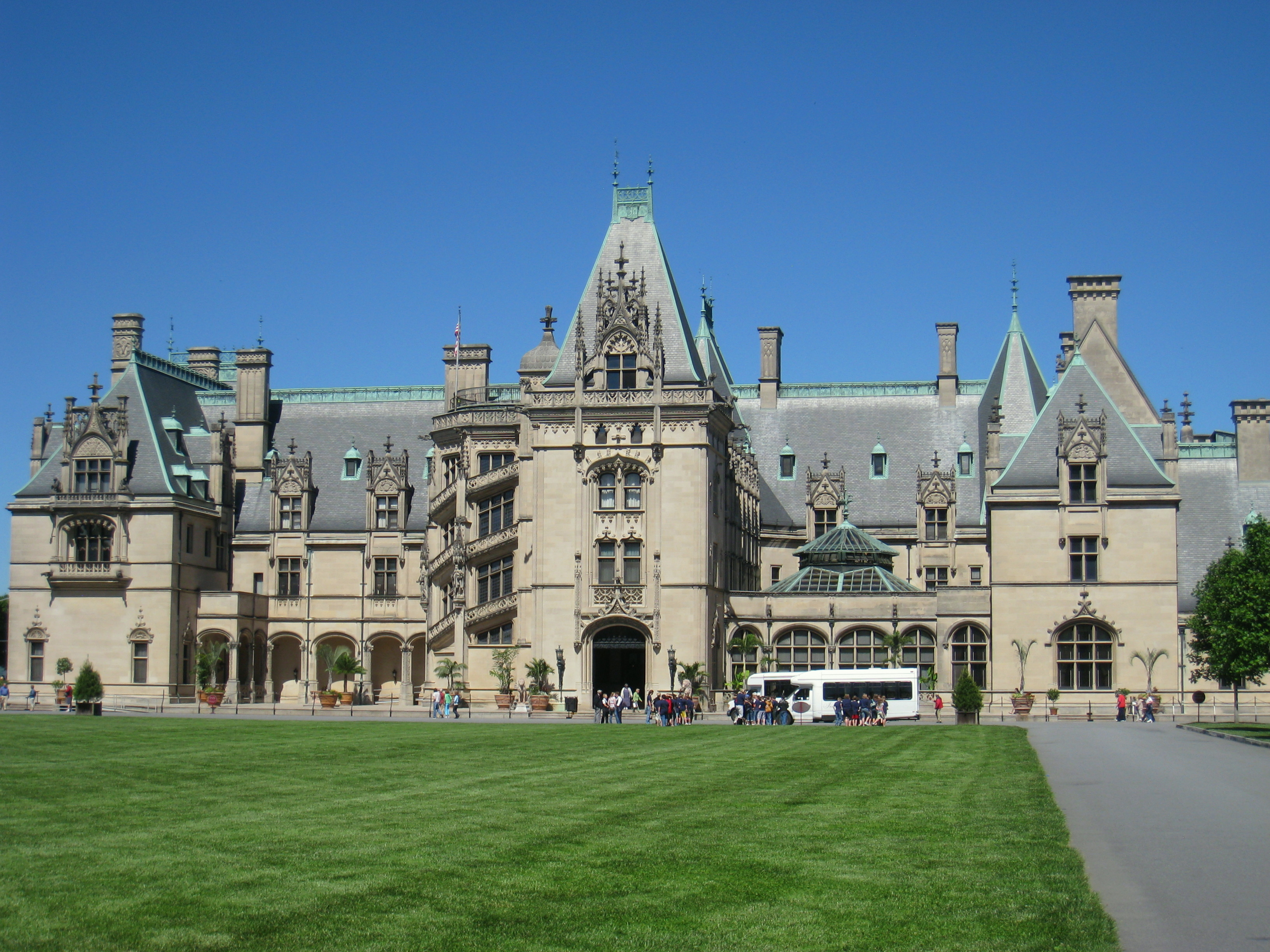
Biltmore Estate, architektonisches Vorbild für Woodmont (2009)

Woodmont ist ein historisch bedeutsames, herrschaftliches Anwesen in Gladwyne im Montgomery County, Pennsylvania. Es ist eine National Historic Landmark und Sitz des Peace Mission Movement von Father Divine.

## Baugeschichte
Woodmont, das stark an die Schlösser der Loire erinnert, wurde im Stil der Neorenaissance aus Schiefer und Kalkstein erbaut und das Dach mit Ziegeln und Kupferplatten gedeckt. Das dazugehörige Landgut ist knapp 30 Hektar groß. Der Architekt von Woodmont war William L. Price. Price fertigte die Entwürfe für Woodmont im Winter 1892 an, worauf im Frühjahr 1893 der Bau startete und nach zwei Jahren abgeschlossen wurde. Price war später einer der wichtigsten Architekten des American Arts and Crafts Movement. Errichtet wurde Woodmont für den Industriellen und Politiker Alan Wood, der einer Quäker-Familie aus Philadelphia entstammte. Als Vorbild für Woodmont diente Wood und Price Biltmore Estate, das Anwesen für George Washington Vanderbilt II, welches sich seit 1889 im Bau befand. Im Unterschied zu Biltmore Estate und vergleichbaren Anwesen anderer Großindustrieller dieser Zeit entstand Woodmont in Sichtweite seiner Einkommensquelle, indem es auf einem Hügel das Eisenwerk der Alan Wood Iron and Steel Company im Blick hatte. Wood lebte bis zu seinem Tod in Woodmont und verkaufte das Anwesen ein Jahr, bevor er starb, an seinen Neffen Richard G. Wood. Dieser lebte dort bis zum Jahr 1931. Danach erwarb der Anwalt J. Hector McNeal das Hauptgebäude, während ein großer Teil des Grundbesitzes an den Philadelphia Golf Club veräußert wurde.

## Peace Mission Movement
Woodmont ist seit 1952 im Besitz des Peace Mission Movement, einer von Father Divine gegründeten religiösen Bewegung. Der Afroamerikaner Divine wurde unter dem Namen George Baker im Jahr 1879 in Maryland geboren, predigte ab 1912 in den Südstaaten und konnte als religiöser Führer eine immer größere, meist schwarze Anhängerschaft gewinnen, die ihn teilweise als den neuen Messias verehrte. Später gründete er eine Kommune in Sayville, New York, die Geburtsstunde des Peace Mission Movement, und nannte sich Father Divine. Mit Beginn der Weltwirtschaftskrise erhielt seine Bewegung immer mehr Zulauf, auch von Weißen, und erste Ableger wurden in Harlem und Newark gegründet. Das Peace Mission Movement war diesseitig orientiert, hatte Sozial- und Arbeitsprogramme, als eine der ersten Kirchengemeinden gemeinsame Gottesdienste von Weißen und Afroamerikanern und wurde dafür bekannt, dass es sich energisch für ein Ende der Rassentrennung einsetzte, weshalb es als ein Vorläufer der amerikanischen Bürgerrechtsbewegung gilt. Bis Mitte der 1930er Jahre hatte sich das Peace Mission Movement zu einer Massenbewegung mit einem enormen Geschäftsvermögen entwickelt, das sich aus Spenden, Freiwilligenarbeit, günstigen Hotels, Restaurants, Kleidergeschäften und weiteren Unternehmen speiste. Nachdem Divine einen Prozess gegen eine frühere Anhängerin wegen Veruntreuung verloren hatte, zog er im Jahr 1942 nach Philadelphia. In dieser Zeit rückte der Fokus des Peace Mission Movement weg von einer Massenbewegung hin zur Etablierung als religiöse Institution, zumal mit dem wirtschaftlichen Aufschwung die Zahl der Anhänger sank. Im Jahr 1953, als Father Divine Woodmont bezog, bezeichnete er das Anwesen als „Fundament für das Haus Gottes“. In den Jahren 1966–70 wurde auf dem Anwesen ein Grabmal für Father Divine errichtet, das der Bildhauer Donald De Lue gestaltete. Es besteht aus einer Krypta, die mit rotem Marmor verkleidet ist.
Woodmont gilt seit dem 5. August 1998 als eine National Historic Landmark und ist im National Register of Historic Places verzeichnet. Neben dem Hauptgebäude zählen sechs weitere Bauwerke als Contributing Properties.